# Keibronskoekoek
De keibronskoekoek (Chalcites crassirostris) is een vogel uit de familie Cuculidae (koekoeken). Eerder was dit een ondersoort van de kleine bronskoekoek (C. minutillis crassirostris).

## Verspreiding en leefgebied
Deze soort komt voor op de de Kei-eilanden, de Tayando-eilanden en de Tanimbar-eilanden in de zuidelijke Molukken.

## Status
De grootte van de populatie is niet gekwantificeerd maar de soort wordt omschreven als plaatselijk algemeen. Op de Rode lijst van de IUCN heeft deze soort de status niet bedreigd.